# Пік Гармо

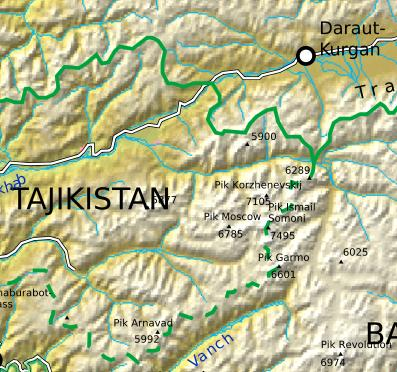
Північний Памір

Пік Гармо (тадж. Қуллаі Гармо) — вершина в Таджикистані, розташована на стику Дарвазького хребта і хребта Академії Наук. Висота вершини досягає 6595 м[неавторитетне джерело].
Пік покритий снігом і кригою, зі схилів спускаються льодовик Гармо і льодовик Географічного товариства.
У 1928 р. під час памірських експедиції за пік Гармо було помилково прийнято вершину, згодом названу піком Сталіна, розташовану в 20 км в стороні від цієї гори. Цю помилку було усунено лише в 1932 р..